# سخاون- داوفللاند
سخاون- داوفللاند Schouwen-Duiveland  هي مدينة وبلدية بمقاطعة زيلند جنوب هولندا.

## طوبوغرافيا
خريطة طوبوغرافية هولندية لبلدية سخاون- داوفللاند، سبتمبر 2014، (تقرأ بعد ثلاث نقرات على الخريطة).

## وصلات خارجية
- - الموقع الرسمي (بالهولندية)